# Jean Wolter
Jean Wolter (Dudelange, 23 de febrer de 1926 – Esch-sur-Alzette, 22 de febrer de 1980) fou un periodista i polític luxemburguès, pare del també polític Michel Wolter. Després d'acabar l'institut, va voler estudiar dret, però no va poder a causa de l'esclat de la Segona Guerra Mundial. Inicialment, va haver d'unir-se a una unitat antiaèria. Després va ser enviat a Polònia per realitzar treballs forçats i va ser reclutat per la Wehrmacht. El 1945, es va convertir en presoner de guerra durant sis setmanes.
Després de la guerra, va voler ser periodista, i va treballar breument pel Luxemburger Wort. El 1967 va ser escollit membre de la Cambra de Diputats com a representant del Partit Popular Social Cristià. El 1970 va ser elegit regidor de l'Ajuntament d'Esch-sur-Alzette. A partir de 1974 va ser el vicepresident del Partit Popular Social Cristià. El 1979 es va convertir en ministre de l'Interior, així com en ministre de Família, Habitatge Públic i Solidaritat Social en el govern Werner-Thorn. El 22 de febrer de 1980 va morir de càncer de pulmó.